# 유아라 (레이싱 모델)
유아라(본명:유성욱, 1990년 5월 5일 ~ )는 대한민국의 레이싱 모델이다.

## 경력
- 2009년 : ECSTA 타임트라이얼 레이싱모델
- 2010년 : 더튜닝쇼 레이싱모델
- 2010년 : 대림스쿠터레이스 레이싱모델
- 2010년 :  금호타이어 레이싱모델
- 2010년 : CJ헬로넷 슈퍼레이스 레이싱모델
- 2011년 : 아트라스 티빙 레이싱모델
- 2013년 : 서울모터쇼 레이싱모델

## 수상
- 2010년 : 미스디카 서울오토살롱 신인레이싱모델 선발대회 금상